# Weißmeer-Ostsee-Kanal

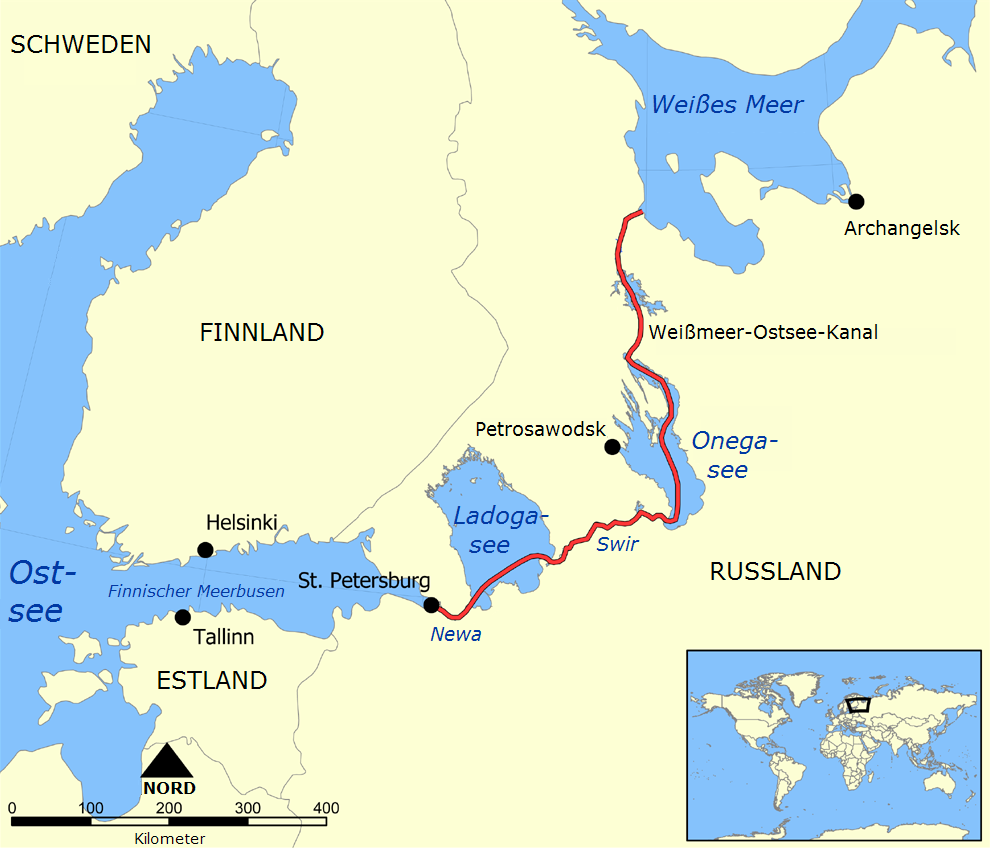
Verlauf des Weißmeer-Kanals

Der Weißmeer-Ostsee-Kanal (russisch Беломорско-Балтийский канал Belomorsko-Baltijski kanal, ББК BBK; bis 1961 Беломорско-Балтийский канал имени Сталина Belomorsko-Baltijski kanal imeni Stalina „Stalin-Weißmeer-Ostsee-Kanal“; auch kurz Belomorkanal oder Stalin-Kanal) ist eine 227 km lange, aus Flüssen, Seen und 37 km künstlichen Abschnitten kombinierte Wasserstraße. Sie führt von Belomorsk (Soroka) am Weißen Meer im Norden durch den Unterlauf des Wyg, durch den für die Kanalzwecke zusätzlich aufgestauten See Wygosero, über Kanalabschnitte zum Onegasee und nach Powenez. Die Wasserstraße ist Teil des Weißmeer-Ostsee-Wasserweges, der die Barentssee mit Sankt Petersburg verbindet.
Der Kanal hat 19 Schleusen. Er war zunächst für Schiffe bis 3000 t befahrbar, seit Modernisierungsarbeiten in den 1970er Jahren für Schiffe bis 5200 t. Der Wasserweg wird im Winter durch Eisbrecher offen gehalten oder er ist geschlossen.
Er wurde vom 16. Oktober 1931 bis zum 30. August 1933 auf Anweisung Stalins im Zusammenhang mit dem ersten sowjetischen Fünfjahresplan unter der Leitung von Naftali Frenkel und Genrich Jagoda mit Hilfe zehntausender Häftlinge des Gulag-Lagersystems der Geheimpolizei OGPU erbaut. 1983 wurde der Kanal mit dem Orden des Roten Banners der Arbeit ausgezeichnet.
Der Kanal wird heute durch den staatlichen Weißmeer-Onega-Schifffahrtsdienst instand gehalten, der 787 Mitarbeiter beschäftigt.

## Planung

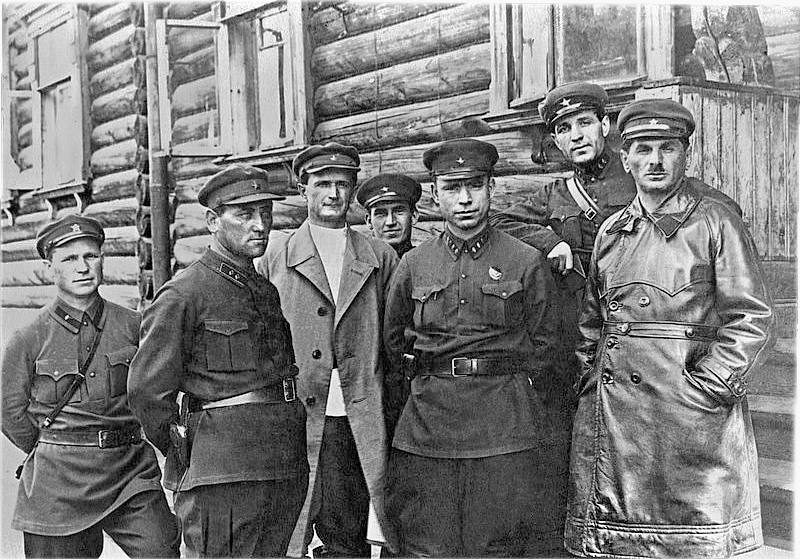
Für den Bau des Kanals verantwortliche OGPU-Kommissare, ganz rechts Naftali Frenkel (1932)

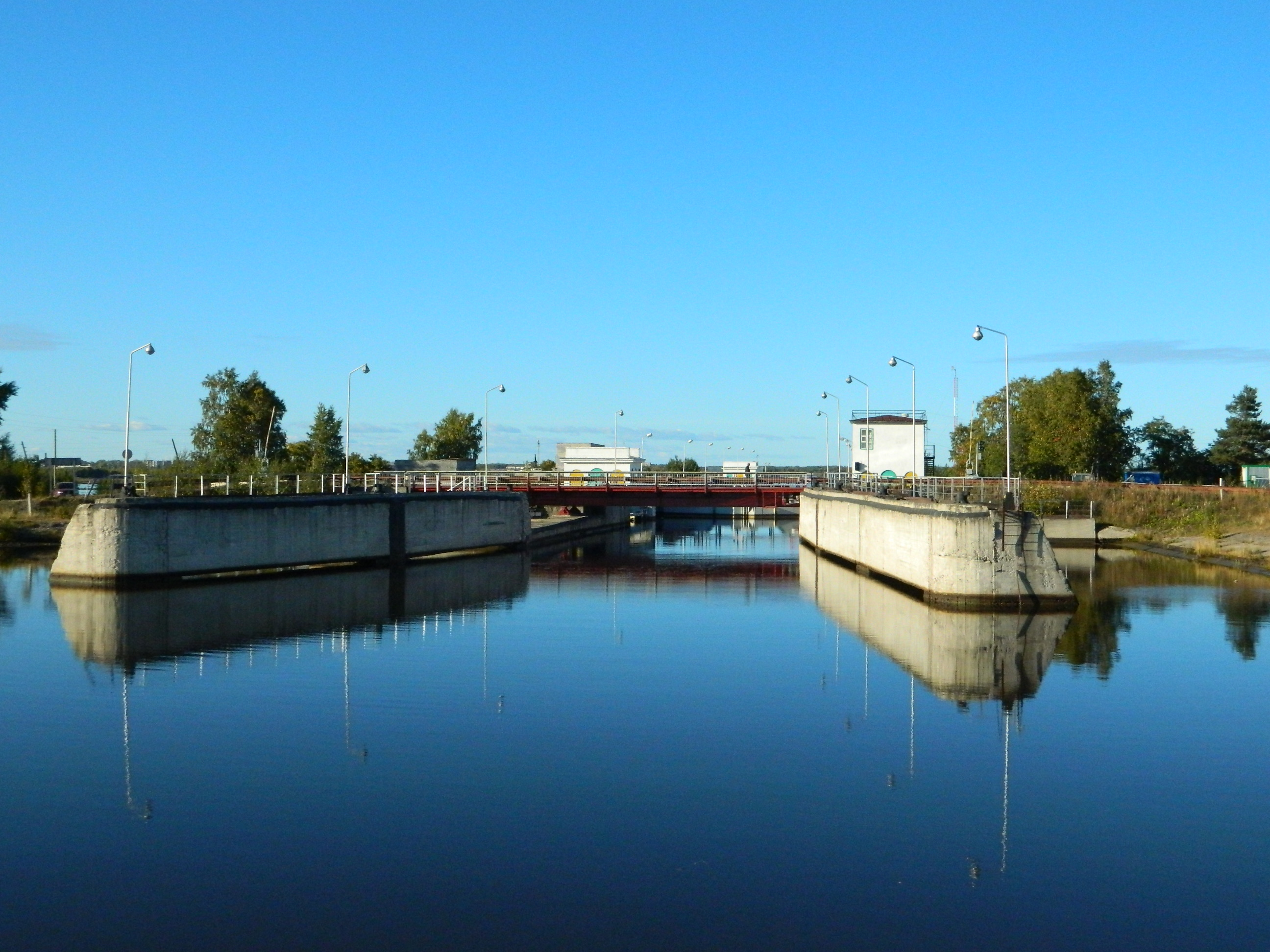
Schleusen des Kanals bei Belomorsk (2013)

Der Handelsweg vom Weißen Meer nach Mittelrussland war bereits den Kaufleuten des 16. Jahrhunderts bekannt. Sie nutzten vor allem die Seen und Flüsse der Region zur Beförderung ihrer Waren. Im Zuge der Besiedelung dieses nördlichen Teils des Russischen Reiches (die Regionen Murmansk, Archangelsk etc.) wurden neue Verkehrswege benötigt, auf denen die Güter in das Zentrum Russlands transportiert werden konnten.
Da der Bau eines befestigten Landweges aufgrund der hohen Kosten immer wieder hinausgeschoben wurde, nutzten die Kaufleute die Region zwischen dem Weißen Meer, dem Onega- und dem Ladogasee, um ihre Waren über den Wasserweg nach Süden zu bringen. Seit dem 19. Jahrhundert gab es Projekte für den Bau eines Kanals, von denen eines von Wsewolod Timonow auf der Weltausstellung 1900 in Paris mit einer Goldmedaille ausgezeichnet wurde. Jedoch wurde die Umsetzung des Projekts von der Regierung aus Kostengründen abgelehnt. Erst zu Beginn des Jahres 1917, kurz vor der Februarrevolution, bewilligte das Verkehrsministerium den Bau des Kanals. Dieser Beschluss wurde durch die Oktoberrevolution und den darauf folgenden Bürgerkrieg bis 1922 hinfällig.
Während der von Stalin vorangetriebenen Industrialisierung der Sowjetunion wurden diese Planungen wieder in Betracht gezogen. Die Entscheidung für den Bau des Kanals wurde am 3. Juni 1930 vom Rat für Arbeit und Verteidigung gefasst. Am 1. Juli 1931 wurde die Projektskizze bewilligt, kurz danach begann die Projektarbeit am Ort der zukünftigen Baustelle. Geplant war ein 5,5 Meter tiefer Kanal, der kleineren Schiffen der sowjetischen Marine die Fahrt vom Weißen Meer nach St. Petersburg ermöglichen sollte.
Schleusen
Die 74 Flusskilometer und vier Meter Höhendifferenz von der Mündung der Newa in den Finnischen Meerbusen bis zu deren Abfluss aus dem Ladogasee können ohne Schleuse überwunden werden. Über den Swir, einen der Hauptzuflüsse des Ladogasees, besteht eine Verbindung zum Onegasee. Dazwischen liegen zwei Staustufen an Wasserkraftwerken (Koordinaten K01 und K02); deren Schleusen bringen mit Hubhöhen von jeweils ungefähr 10 Metern die flussaufwärts fahrenden Schiffe schon beinahe auf das Niveau des Onegasees, dessen Pegel bei 33 Metern liegt. Die Schleusenbauwerke des künstlich geschaffenen Kanals beginnen dann mit der Schleuse № 1 bei der Gemeinde Powenez (russisch Повенец).
| Schleuse                                                                    | Meereshöhe in Metern                                                        | Koordinaten                                                                 |      | Schleuse | Meereshöhe in Metern      | Koordinaten |    | Schleuse                  | Meereshöhe in Metern | Koordinaten |  |                                                                                    |
| K 01 ∗)                                                                     | 17                                                                          | 60°48′17″ N, ♁33°42′27″ O                                                   | № 06 | 83       | 62°54′20″ N, ♁34°53′52″ O | № 13        | 50 | 64°15′50″ N, ♁34°24′18″ O |                      |             |  |                                                                                    |
| K 02 ∗)                                                                     | 31                                                                          | 60°55′01″ N, ♁34°11′41″ O                                                   | № 07 | 1000     | 62°54′53″ N, ♁34°54′22″ O | № 14        | 38 | 64°24′48″ N, ♁34°29′21″ O |                      |             |  |                                                                                    |
| № 01                                                                        | 37                                                                          | 62°50′14″ N, ♁34°50′21″ O                                                   | № 08 | 98       | 63°05′50″ N, ♁34°58′19″ O | № 15        | 28 | 64°25′41″ N, ♁34°29′54″ O |                      |             |  |                                                                                    |
| № 02                                                                        | 44                                                                          | 62°50′49″ N, ♁34°50′27″ O                                                   | № 09 | 91       | 63°11′29″ N, ♁34°53′12″ O | № 16        | 25 | 64°28′33″ N, ♁34°40′04″ O |                      |             |  |                                                                                    |
| № 03                                                                        | 61                                                                          | 62°51′30″ N, ♁34°50′37″ O                                                   | № 10 | 81       | 63°52′45″ N, ♁34°18′43″ O | № 17        | 11 | 64°28′32″ N, ♁34°41′33″ O |                      |             |  |                                                                                    |
| № 04                                                                        | 70                                                                          | 62°52′00″ N, ♁34°50’52″ O                                                   | № 11 | 66       | 63°57′15″ N, ♁34°15′20″ O | № 18        | 03 | 64°28′48″ N, ♁34°44′44″ O |                      |             |  |                                                                                    |
| № 05                                                                        | 74                                                                          | 62°52′29″ N, ♁34°51′15″ O                                                   | № 12 | 58       | 64°13′39″ N, ♁34°20′05″ O | № 19        | 01 | 64°30′33″ N, ♁34°48′30″ O |                      |             |  |                                                                                    |
| ∗) Kraftwerksschleusen im Swir (nicht enthalten in der Profilgrafik rechts) | ∗) Kraftwerksschleusen im Swir (nicht enthalten in der Profilgrafik rechts) | ∗) Kraftwerksschleusen im Swir (nicht enthalten in der Profilgrafik rechts) |      |          |                           |             |    |                           |                      |             |  | Profil/Schleusen 1–19 (von links nach rechts): Onegasee, Wygosero-See, Weißes Meer |

## Bau

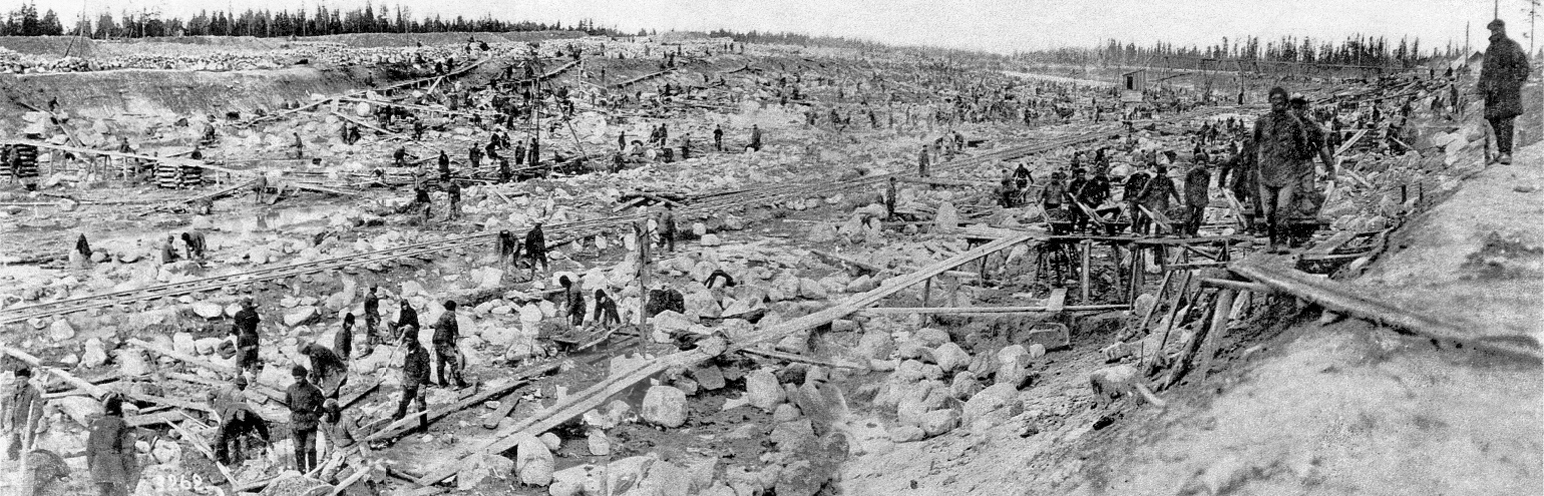
Panorama der Bauarbeiten am Weißmeer-Ostsee-Kanal (Sommer 1932)

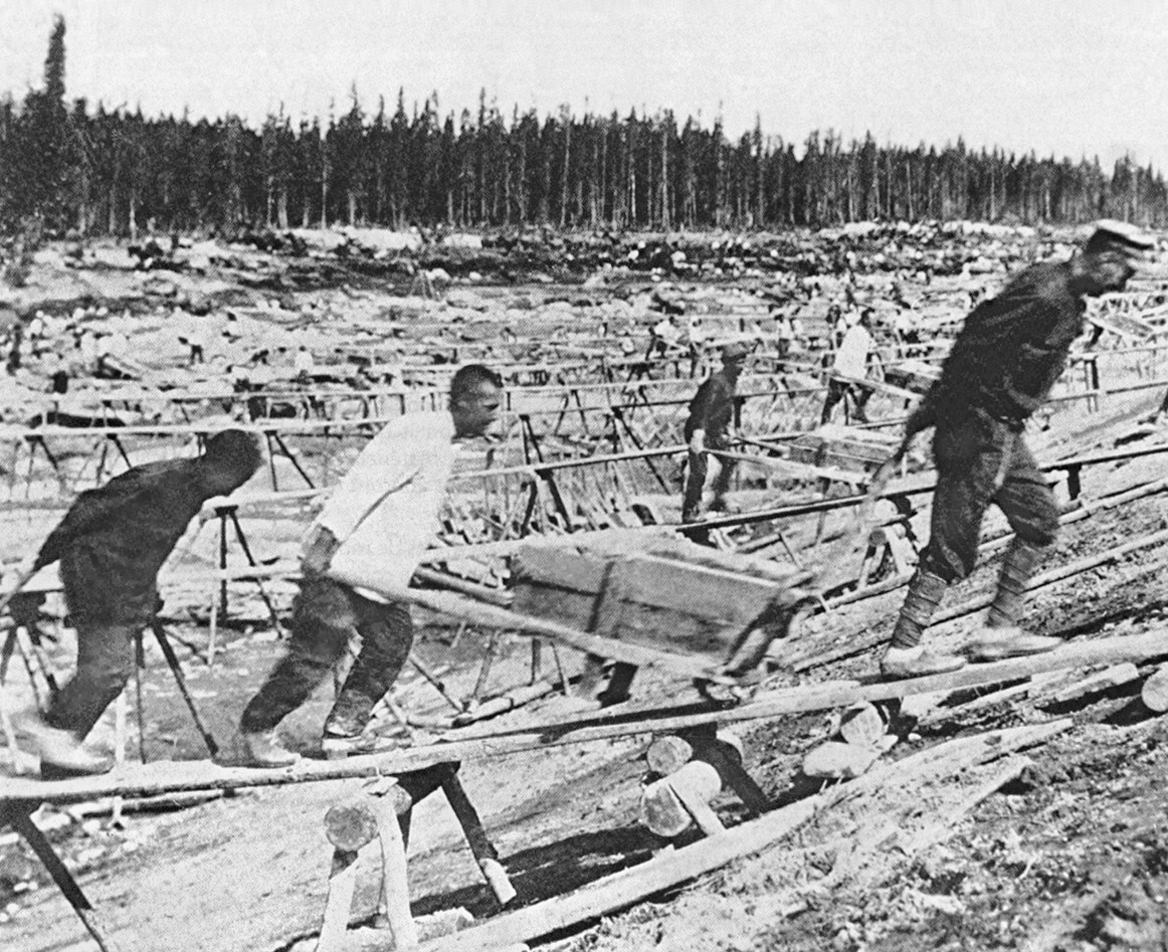
Häftlinge beim Kanalbau (1932)

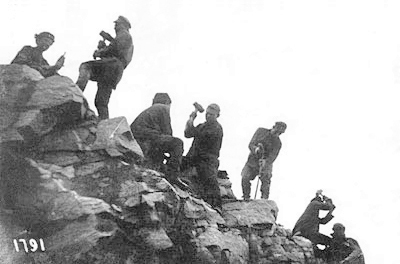
Häftlinge beim Kanalbau

Der Kanal wurde weitgehend ohne Stahl, Beton und Maschineneinsatz erstellt. Materialien wie Holz, Stein und Erde wurden nahezu ausschließlich von Zwangsarbeitern bewegt und zum Bau verwendet. Ihre Bewachung, Versorgung und Unterbringung wurde durch das BelBaltLag (russisch Беломорско-Балтийский ИТЛ Belomorsko-Baltijski ITL „Weißmeer-Ostsee-Besserungs-Arbeitslager“), einem Teil des sowjetischen Gulag-Systems, organisiert. Die meisten der sogenannten Kanalarmisten wurden als einfache Bauarbeiter eingesetzt; für besondere Aufgaben wurden zusätzlich Fachleute in Haft genommen.
Nach Fertigstellung des Projekts im August 1933 wurden 12.484 Häftlinge entlassen, bei weiteren 59.516 wurde die Haftzeit verkürzt. Auf diese Weise kam es zur größten Massenentlassung, die von der Gulag-Verwaltung verantwortet wurde.
Im Mai 1933 befuhren die ersten Schiffe den Weißmeer-Ostsee-Kanal, der schließlich am 30. August offiziell eröffnet wurde.
Während des Baus starben zahlreiche Menschen. Anne Applebaum gibt an, es seien 170.000 Häftlinge beim Bau eingesetzt worden, dabei seien mindestens 25.000 ums Leben gekommen, ohne jene, die aufgrund von Arbeitsunfällen oder Krankheit von der Baustelle abgezogen wurden und bald darauf verstarben. Nach Angaben von Alexander Solschenizyn hingegen seien von den circa 350.000 Bauarbeitern im Laufe der Bauzeit circa 250.000 ums Leben gekommen. Die Arbeiter bekamen täglich etwa 1.300 Kilokalorien an Nahrung. Das reichte nicht einmal für leichte körperliche Arbeit, bei der geforderten Schwerarbeit wäre die dreifache Nahrungsmenge erforderlich gewesen.
Nach Angaben Solschenizyns wurden die Bauvorhaben schlecht durchgeführt, weil die Arbeitsnormen für die Häftlinge praktisch unerfüllbar waren. Nahrungsmittelrationen der Häftlinge waren damals an die Erfüllung des Plansolls gekoppelt, so dass Arbeitsleistungen verbucht wurden, die in Wirklichkeit gar nicht erbracht worden waren. „So seicht ist er [der Kanal], dass nicht einmal die U-Boote durchkommen […] Müssen auf Schleppkähne verladen und gezogen werden“.

## Propaganda

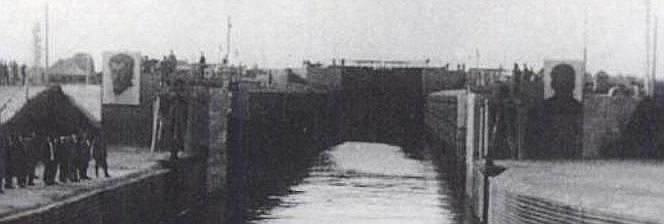
Eingangsbereich des Weißmeer-Ostsee-Kanals kurz nach seiner Fertigstellung. Links Porträt von Stalin, rechts das später retuschierte Porträt von Jagoda (1933)

In der sowjetischen Propaganda wurde der Bau bis in die Mitte der 1930er Jahre in den Rahmen einer Kampagne zur „Besserung“ von Sträflingen zu Sowjetbürgern gestellt, die die Gesellschaftsordnung der Sowjetunion begrüßten. Ein Beispiel hierfür ist die Gemeinschaftspublikation Der Stalin-Weißmeer-Ostsee-Kanal. Die Baugeschichte (Беломорско-Балтийский канал имени Сталина. История строительства Belomorsko-Baltijski kanal imeni Stalina. Istorija stroitelstwa), die 1934 mit zahlreichen Illustrationen, darunter Karten und Fotos von Alexander Rodtschenko, erschien und an die Teilnehmer des XVII. Parteitags verteilt wurde. Unter der Herausgeberschaft Maxim Gorkis, Awerbachs und Firins verfassten Schriftsteller wie Alexei Nikolajewitsch Tolstoi, Ilf und Petrow, Schklowski, Wsewolod Iwanow und Soschtschenko eine Eloge auf den Bau des Kanals. 1935 erschien eine englischsprachige Ausgabe. Nachdem die meisten NKWD-Mitarbeiter, die in dem Band gepriesen wurden, ihrerseits dem Großen Terror zum Opfer gefallen waren, wurde das Buch 1937 in der Sowjetunion verboten und aus dem Verkehr gezogen.  Das Werk enthielt vor allem zahlreiche Passagen, in denen der 1937 verhaftete und als „Volksfeind“ hingerichtete Jagoda gewürdigt worden war.

## Nutzen
Der wirtschaftliche wie militärische Nutzen des Kanals erwies sich nach der Fertigstellung als unbedeutend. Das Transportvolumen lag 1940 bei einer Million Tonnen, 44 % seiner Kapazität. Wegen seiner geringen Tiefe von 3,60 m ist er nur beschränkt schiffbar. Alexander Solschenizyn zählte an einem Tag 1966 zwei Kähne, jeweils mit Brennholz; Anne Applebaum zitiert eine Schleusenwärterin im August 1999 mit höchstens sieben Schiffen täglich, oft nur drei oder vier.
Heute passieren den Kanal 10 bis 40 Schiffe pro Tag. Trotzdem hat der Kanal eine gewisse Bedeutung für die Industrie der Halbinsel Kola und der Oblast Archangelsk, da er deren Warenaustausch mit Zentralrussland vereinfacht. Außerdem hat er als Verbindung zwischen der Ostsee und dem Nordmeer einen gewissen strategischen Nutzen, da er die Verlegung von Teilen der Flotte ermöglicht.
1941 fiel der Kanal durch verschiedene deutsche Luftangriffe auf die Schleusentreppe von Powenetz für die sowjetische Kriegsführung aus.

## Weiteres
Die Zigarettenmarke БЕЛОМОРКАНАЛ (BELOMORKANAL) der Zigarettenart Papirossa ist nach dem Weißmeerkanal benannt. Die filterlosen Zigaretten mit hellem Mundstück galten als die stärksten ihrer Art und waren aufgrund ihres niedrigen Preises in der Sowjetunion sehr beliebt. Die Grafik auf der Packung zeigt eine Karte mit den drei rot gekennzeichneten künstlichen Wasserstraßen, die das Schwarze Meer mit dem Nordpolarmeer verbinden. Von Süden kommend gelangt man über die Straße von Kertsch zunächst in das Asowsche Meer. Von der Mündung des Dons geht es weiter über den Wolga-Don-Kanal (ВОЛГО-ДОН WOLGO-DON) und den Moskwa-Wolga-Kanal (ИМ. МОСКВЫ IM. MOSKWY), dann die Wolga hinauf über den Weißen See in den Onegasee und schließlich in den Belomorkanal (БЕЛОМОРСКИЙ BELOMORSKIJ).

## Erzählende Literatur und Essays
In der kritischen Gulag-Literatur, angefangen bei Alexander Solschenizyns Der Archipel Gulag, nimmt der Kanalbau einen breiten Raum ein. Im Jahr 2018 hat sich der polnische Schriftsteller Marian Sworzeń in einem Essay mit der Verantwortung sowjetischer Literaten für die Sowjetpropaganda anlässlich der Eröffnung des Kanals 1933 befasst.